# Шемчишена Майя Петрівна
Ма́йя Шемчи́шина (* 1972) — українська легкоатлетка-бігунка з бар'єрами. Майстер спорту України міжнародного класу.

## З життєпису
Вихованка Одеської обласної спеціалізованої дитячо-юнацької спортивної школи Олімпійського резерву.
Змагалася в бігу на 100 метрів з бар'єрами на Літніх Олімпійських іграх 2000 року.
Була другою на міжнародних змаганнях «Русская зіма»-2001.